# Alchemilla pentaphylloides
Alchemilla pentaphylloides es una especie de planta del género Alchemilla, perteneciente a la familia Rosaceae.

## Taxonomía
Alchemilla pentaphylloides fue descrita por Robert Buser en 1905.

## Distribución
Se encuentra en el territorio de Suiza.